# Мілан Ферко
Мілан Ферко (словац. Milan Ferko; псевдоніми А. Біндеров, Франтішек Мілко та інші) (* 14 грудня 1929, Вельке Ровне — † 26 листопада 2010) — словацький прозаїк, поет, драматург, автор літератури для дітей та молоді та автор текстів; брат журналістів Йозефа та Володимира Ферків, батько доктора медицини Драгана та академічного скульптора Любомира Ферків.
Освіту здобув у Вельке Ровне, Жиліні, Нітрі, а згодом закінчив юридичний факультет Університету Коменського в Братиславі. У 1951—1955 рр. був редактором щоденника «Зміна», у 1955—1956 рр. щотижневика «Kultúrny život». З 1956 р. — засновник і головний редактор «Mladá tvorba», а з 1960 по 1969 рр. — головний редактор «Slovenské pohledy». Звільнений і виключений з Асоціації словацьких письменників у вересні 1969 року на підтримку процесу відродження на сторінках «Словацьких перспектив». У 1970—1975 рр. був редактором у видавництві «Slovenský spisovatel», з 1976 р. професійно займався літературною творчістю.

Після 1989 року був провідною фігурою Асоціації словацьких письменників, головою художнього відділу Matica slovenská, у 1993 році «повернув» словацькі перспективи, якими керував до кінця 1994 року.

З 1994 по 1998 рік він був генеральним директором секції державної мови та національної літератури Словаччини.

Його син Любомир Ферко — відомий митець.